# Kazuyoshi Akiyama

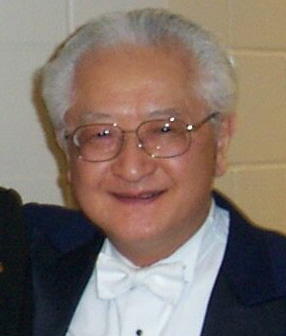
Kazuyoshi Akiyama (2005)

Kazuyoshi Akiyama (japanisch 秋山 和慶 Akiyama Kazuyoshi) (* 2. Januar 1941 in Tokio; † 26. Januar 2025 ebenda) war ein japanischer Dirigent.

## Biographie
Schon mit drei Jahren machte Akiyama durch die Anleitung seiner Mutter, einer Musikpädagogin, die ersten Erfahrungen des Klavierspielens. Die logische Folge war seine Einschreibung eines Studiengangs in der Klavierklasse an der Toho Gakuen School of Music. Fasziniert von den Aktivitäten seines Studienkollegen Seiji Ozawa entschied er sich während seines Studiums, in das Fach Dirigat bei Hideo Saito zu wechseln. Seine erste Erfahrungen als Dirigent sammelte er noch während seiner Studienzeit beim Toronto Symphony Orchestra als Assistent Seiji Ozawas.
Nach seinem Abschluss dirigierte er zunächst das Schulorchester der Toho Gakuen School of Music und machte mit ihm auch Tourneen durch Europa und die USA. Aber schon ein Jahr danach, im Februar 1964, wurde er als Dirigent vom Tokyo Symphony Orchestra engagiert und übernahm durch seine Erfolge und sein Ansehen, das er sich in kurzer Zeit in dieser Position erworben hatte, schon zwei Monate später die Stelle des Musikdirektors und Chefdirigenten.
Akiyamas Erfolge mit seinem Orchester blieb auch an den Häusern auf den anderen Kontinenten nicht verborgen und so kam es, dass er als begehrter Gastdirigent auf der ganzen Welt gern gesehen war. So erhielt er in Nordamerika Engagements am Toronto Symphony Orchestra, dem American Symphony Orchestra, dem Rochester Philharmonic Orchestra, Vancouver Symphony Orchestra, dem San Francisco Symphony Orchestra, dem Los Angeles Philharmonic Orchestra, dem Philadelphia Orchestra, dem New York Philharmonic Orchestra, dem Cleveland Orchestra und dem Boston Symphony Orchestra. aber auch in Europa dirigierte er das Royal Philharmonic Orchestra, das WDR Funkhausorchester Köln und das Münchner Rundfunkorchester.
Neben seiner Tätigkeit als Musikdirektor der Tokyo Symphony war er von 1973 bis 1978 Musikdirektor beim American Symphony Orchestra, von 1972 bis 1985 Musikdirektor beim Vancouver Symphony Orchestra, dessen Ehrendirigent er wurde, und von 1985 bis 1993 Musikdirektor beim Syracuse Symphony Orchestra. Dazu war er von  1998 bis 2016 in seinem eigenen Land Chefdirigent sowie Musikdirektor beim Hiroshima Symphony Orchestra.
Seine Welttournee mit seinem Stammorchester, der Tokyo Symphony, anlässlich dessen 45-jährigen Gründungsjubiläums 1991 gestaltete sich überaus erfolgreich.
Mit der Tokyo Symphony dirigierte er die japanischen Premieren von Schoenbergs Moses und Aron, von John Adams’ Multimediaoper El Niño und von Helmut Lachenmanns Das Mädchen mit den Schwefelhölzern.
2001 erhielt Akiyami die Ehrenmedaille mit violettem Band.
Eine Auswahl der Stationen Akiyamis:
- Assistenzdirigent beim Toronto Symphony Orchestra (1968–1969)
- Musikdirektor beim American Symphony Orchestra (1973–1978)
- Musikdirektor (1964–2004) und Ehrendirigent (ab 2004) beim Tokyo Symphony Orchestra
- Musikdirektor (1972–1985) und ab 1985 Ehrendirigent beim Vancouver Symphony Orchestra[2]
- Musikdirektor (1985–1993) beim Syracuse Symphony Orchestra
- Chefdirigent (1998–2004), Musikdirektor (2004–2016) und Ehrendirigent (ab 2017) beim Hiroshima Symphony Orchestra[3]
- Chefdirigent beim Kyushu Symphony Orchestra (2004–2013)[4]
- Erster Gastdirigent beim Edmonton Symphony Orchestra (2004–2005)